# Тишина (Росица Кирилова и Васил Найденов)
Вижте пояснителната страница за други значения на Тишина.
„Тишина“ е осмата песен на българските певци Росица Кирилова и Васил Найденов от двадесет и първия студиен албум на Кирилова „25 години на сцената – Като да и не“.